# 陳祥 (成化進士)
陳祥（1443年—？），字吉夫，甘州中衛軍籍，福建建寧府建安縣人，明朝政治人物。

## 生平
成化七年（1471年）辛卯科陝西鄉試第一名舉人（解元），十一年（1475年）中式乙未科會試第二百九十九名，三甲第六十八名進士。

## 家族
曾祖陳季；祖父陳安；父陳玉。